# 开封市城乡一体化示范区
开封市城乡一体化示范区，前称开封新区，又称汴西新区，位于河南省开封市西部，是郑汴新区的重要组成部分。范围包括中牟县边界以东，金明大道以西，黄河以南，郑民高速以北的区域。总面积为287平方公里。下辖开封经济技术开发区、金明区仙人庄办事处和鼓楼区南苑办事处。开封新区的建设模式为民間興建營運後轉移模式。